# Сабор (река)
Сабо́р (порт. Rio Sabor, исп. Río Sabor) — река в Португалии с истоком в Испании, правый приток нижнего течения Дору.
Длина реки составляет 154 км. Площадь водосборного бассейна — 3868,3 км². Среднегодовой сток — 0,9515 км³.
Сабор начинается на высоте примерно 1550 м над уровнем моря южнее вершины Синсейро на окраине гор Сьерра-Гамонеда в провинции Самора на северо-западе Испании и далее течёт по территории округа Браганса на северо-востоке Португалии. В верхней половине генеральным направлением течения реки является юг, в нижней — юго-запад. Впадает в Дору на высоте 99 м над уровнем моря около населённого пункта Фош-ду-Сабор в муниципалитете Торри-ди-Монкорву.